# William McMillan
William McMillan (Frostburg, 29 januari 1929 – Encinitas, 6 juni 2000) was een Amerikaans olympisch schutter.
William McMillan nam als schutter eenmaal succesvol deel aan de Olympische Spelen; in 1960 op het onderdeel 25 meter pistool. In 1960 wist hij op dit onderdeel goud te winnen voor de Verenigde Staten van Amerika. 
Verder won hij in 1958 het wereldkampioenschap op dit onderdeel. 